# أخبار عاجلة

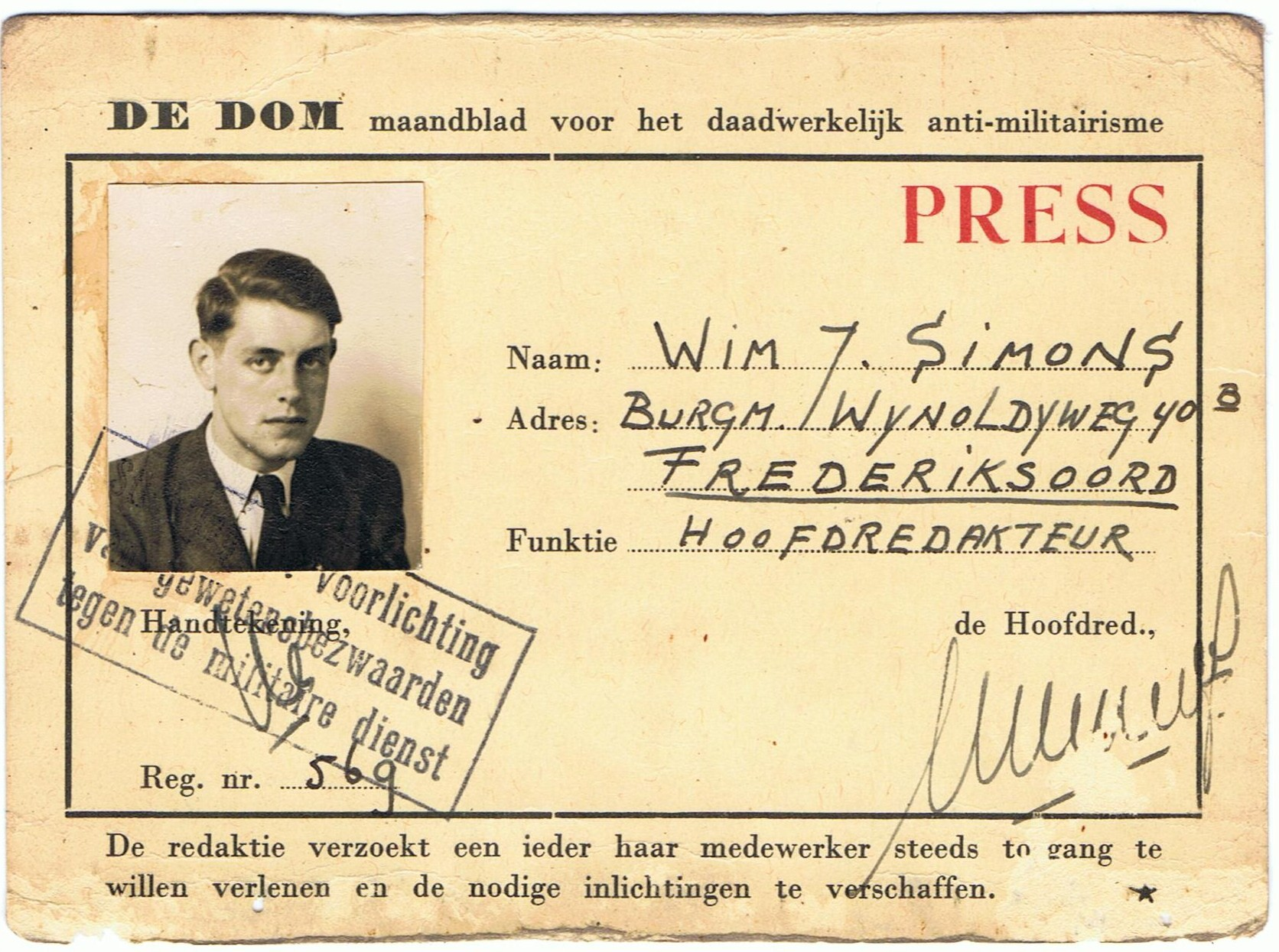

الأخبار العاجلة (بالإنجليزية: Breaking news)‏، والتي تعرف أيضا باسم التقارير الخاصة أو نشرة الأخبار، ويسمح للمذيعين بقطع البرامج المجَدولة أو الأخبار الحالية من أجل الإبلاغ عن تفاصيل القضية العاجلة. كما تستخدم أيضا لإذاعة القضية الأهم في هذه اللحظة أو لتغطية قضية تحصل حاليًا. ويمكن أن تكون القضية ذات أهمية لشريحة كبيرة من المشاهدين، ولها تأثير بسيط بطريقة أخرى. وفي كثير من الأحيان، تُذاع الأخبار العاجلة بعد ان تقوم شبكة الأنباء بالتبليغ عن هذه القضية. وتستخدم عبارة أو توقيع «حصريًا على» بدلاً من الخبر العاجل في بعض الاحيان في حال لم تكن القضية قد عرضت سابقا.

## التلفزيون
وتتم صياغة الحدث عادة في التقرير الخاص أو الأخبار العاجلة على شاشات التلفزيون التي تعرض محتوى غير إخباري بالتبديل المفاجئ إلى العد التنازلي العكسي من 5 أو 10 ثواني للسماح للمحطات التابعة بالتحول إلى مزود شبكة الأخبار. ومن ثم يأتي الرسم الافتتاحي، والموسيقى المُميزة (مثل الموسيقى الخاصة بقناة ان بي سي NBC «نبض الأحداث» " The Pulse of Events "، من تأليف جون وليامز) التي يضيف تأكيدا على أهمية الحدث. وعادة يتبعها دخول مقدم النشرة الذي يرحب بمشاهدين الإذاعة ويطرح القضية التي في متناول يده. ويمكن عرض العديد من الرسومات لبيان اهمية الخبر.
و بمجرد عرض القضية، قد تختار شبكة الاخبار إن امكنها مواصلة سرد مذيع النشرة للخبر أو الانتقال إلى فيديو أو صور للقصة التي يتم تحريها أثناء البث. بالإضافة إلى ذلك، قد يُنقل البث إلى المراسل في موقع الحدث العاجل، والذي بدوره سيعرض العديد من المعلومات حول القضية كما حصلت.
وهذا يتوقف على القضية التي يتم تغطيتها، فقد يستمر التقرير لبضع دقائق، أو يستمر لساعات عدة متواصلة (كما في احداث مثل اغتيال جون كينيدي وهجمات 11 سبتمبر واطلاق النار على مدرسة ساندي هوك الابتدائية). وإذا استمرت التغطية لفترة طويلة من الزمن، فإن الشبكة قد تدمج تحليل للقصة من خلال المحللين في الاستوديو، وعبر الهاتف والأقمار الصناعية والبث المكثف (B-GAN) أو من خلال وسائل الاتصال الأخرى. وقد تُوقف الإعلانات التجارية العادية كليا اعتمادً على مدى خطورة الحدث لأجل التغطية المتواصلة للحدث، وينبغي على الشركات التابعة للشبكة إدراج تعريف المحطة في الجزء العلوي من الشاشة خلال عرض التقرير بدلا من الوسائل المعتادة للمحطة التصوير الترويجي أو التذكير بالبرامج.
عندما تشارف التغطية على الانتهاء، قد تستأنف الشبكة البرنامج الذي كان يُبث قبل الحدث أو قد تعرض برنامجاً جديدًا، وهذا يتوقف على مقدار الوقت الذي استغرقته التغطية. عادة ما يّذكر المذيع المشاهدين بالاطلاع على موقع الشبكة أو مشاهدة أي قنوات اخبار الكَبْل التي قد يكون لديها المزيد من المعلومات. وفي حال حصلت قضية ما خلال العرض النهاري، فان المذيع عادة يذكر المشاهدين بانه سيكون أو قد يكون هناك المزيد من التفاصيل على الأخبار المحلية بقية اليوم وتكون الختامية في العرض الإخباري المسائي على الشبكة. وعادة يعود عرض برامج النهار المعتادة بترتيبها ويمكن تفويت اجزاء منها.
في حالة حصول الحدث خلال وقت ذروة المشاهدات فان المذيع عادة يذكر المشاهدين بأنه سيكون هناك مزيد من التفاصيل على اخر الأخبار المحلية وعلى البرامج الإخبارية التي تعرضها الشبكة (إن وجدت) في صباح اليوم التالي. وإما أن تعرض البرامج في هذا الوقت بترتيبها أو تُعرض برامج احتياطية عند لحظة الانقطاع، اعتمادا على ما إذا كان البرنامج حديث العرض أو انه حصد تقييمات عالية أو بناءً على الوقت المتبق إذا كان يسمح بإنهائه، وفي أي من الحالات المذكورة أعلاه، برامج الشبكة (وأحيانا المحطات المحلية، المشتركة) التي لم تتمكن من بث بعض الأجزاء أو تلك التي لم تُبث تماما بسبب التقارير الاخبارية العاجلة، وخاصة البرامج التي تمتد لـمدة 45 دقيقة أو أكثر فإنه لا بد من إعادة جدولتها لتبث في وقت لاحق.

## الراديو
وعلى الراديو طريقة بث القضايا العاجلة هي نفسها إلى حد ما على الرغم من وجود بعض الاعتبارات المختلفة على المدى المتوسط. فعلى سبيل المثال، لا بد ان يكون لمقدمة الأخبار العاجلة مضمون عاجل وأن تستخدم فقط لغرض الأخبار أو النشرات العاجلة. وهذ ما يحصل في جميع الأخبار المحلية التي تعرضها المحطات الإذاعية التي يملكها راديو سي بي اس CBS ، والتي يندر أن تستخدم مقدمة الأخبار العاجلة لعرض الاخبار المعتادة ولكن تستخدمها مع الأخبار العاجلة والاضطرارية والملحة. بهدف ايصال مدى أهميتها للمستمع، فهي تعمل كجرس الإنذار تقريبا. وقد تفرض المحطة تغطية مستمرة للأحداث المحلية، أو تنتظر حتى يتمكن مراسلها من الوصول إلى مكان الحدث ومن ثم تعد متابعيها بعرض المزيد من التفاصيل حال توفرها.
تتطلب الأخبار الوطنية عبر شبكة الراديو مراقبة موظفي المحطة المستمرة من اجل تغطيتها على الهواء ضمن نطاق الشبكة، على الرغم من أن العديد من المحطات ستباشر العرض حالا بمجرد ان ترسل الشبكة إشارة «عاجل». . كما أن استمرار التغطية على شبكة الإذاعة الوطنية يعتمد على شدة الحالة، وغالبا ما تعرض الشبكة التغطية المحلية التابعة لها مع تعليق مذيعي الشبكة الاستباقي.
وهناك اعتبارات أخرى تؤخذ بالحسبان أيضا فمحطات الـFM الموسيقية نادرا ما تنقل الأخبار العاجلة ما لم يكن حدثا خطيرا ذا أهمية وطنية، على الرغم من انها دائما ما تبث تحذيرات الطقس المحلية [مشكوك فيها - مناقشة] . كما تهتم المحطات بالتعليق على الألعاب الاحترافية ورياضة الحشود. وتعد هذه البرامج الأكثر استماعًا على الإذاعة، ولذلك تقتصر تغطية الأخبار العاجلة فيها اثناء الفواصل الإعلانية فقط.

## الاستخدام
كانت نشرات الأخبار أحد رموز البث الإذاعي منذ 1920 على اقل تقدير. ومن الأمثلة على أوائل نشرات الأخبار في العصر الذهبي للإذاعة الإصدارات الروائية عام 1938والدراما الإذاعية كحرب العوالم وتغطية الهجوم على بيرل هاربر والذي كان أيضا أول نشرة إخبارية تلفزيونية عُرضت على المحطات في نيويورك وبنسلفانيا.وخلال العقود التي سبقت الشبكات الإخبارية التي تبث على مدار 24 ساعة مثل السي إن إن CNN اقتصر انقطاع البث على الأخبار العاجلة للغاية، مثل وفاة شخصية سياسية مهمة. واحد أقدم الانقطاعات كانت تغطية اغتيال الرئيس الأمريكي جون كنيدي في عام 1963، (والتي قام بتغطيتها مذيع شبكة سي بي اس نيوز والتر كرونكايت) والتي بلا شك شهد مثيلها المتابعون الحديثون باعتبارها «خبر عاجل». وعلى هذا النحو كان وضع التقنية والإجراءات المتبعة في تلك الحقبة. واصبحت هذه الانقطاعات شائعة الآن في القنوات الإخبارية التي تبث على مدار 24 ساعة والتي أصبح لديها مذيع متاح للبث الحي أثناء هذه الانقطاعات لعرض الأخبار العاجلة في أي وقت. بعض الشبكات، مثل سكاي نيوز تعد مثال على هذه القنوات. حتى انها تصف محطتها بأنها «الأولى من نوعها للأخبار العاجلة».